# Lyallia kerguelensis
Lyallia kerguelensis is een plantensoort uit de familie Montiaceae. De soort vormt het monotypische geslacht Lyallia, dat volgens het APG III-systeem wordt geplaatst in de familie Montiaceae maar voorheen ook wel in de posteleinfamilie (Portulacaceae) of de familie Hectorellaceae werd geplaatst.

## Ontdekking
De soort werd ontdekt door Joseph Dalton Hooker. Hooker deed als botanicus aan boord van de HMS Terror mee aan de Antarctische expeditie van 1839 tot 1843 onder leiding van James Clark Ross. Delen van zijn op de Kerguelen meegenomen vondst, om precies te zijn vier kluiten, zijn te vinden in het Royal Ontario Museum in Toronto.

### Naamgeving
De wetenschappelijke naam werd door Hooker gepubliceerd in Botany of the Antarctic Voyage. Volume 1. Flora Antarctica uit 1847.
Lyallia is vernoemd naar de Britse botanicus en marine-officier David Lyall, die als assistent-chirurg werkzaam was op hetzelfde verkenningsschip. Lyall was tijdens de expeditie tevens een vriend en collega van Hooker.
De soortaanduiding kerguelensis verwijst naar de Kerguelen, waar Hooker de plant aantrof op het hoofdeiland Île Kerguelen (bijgenaamd 'La Grand Terre', toentertijd 'Désolation').

## Beschrijving
Lyallia kerguelensis is een vaste plant, die bolle kussentjes vormt, meestal met een diameter van 20 tot 40 centimeter, maar sommige exemplaren kunnen een diameter van 1 meter bereiken.
Het androecium wordt gevormd door drie tot vijf meeldraden, met kwetsbare gele helmknoppen. Het gynoecium is bolvormig, kort en gespleten, eindigend met twee stempels.
De kelkbladeren zijn twee tegenovergestelde groene blaadjes die met een korte huls aan de steel verbonden zijn.
De bladeren zijn klein en hebben een leerachtige structuur, ze zijn voorzien van steunblaadjes. De bladeren zijn groen tot gelig van kleur.

## Voortplanting
De plant bloeit van november tot februari, de stampers rijpen eerder dan de meeldraden. De vrucht bevat één tot vijf zwarte zaden. De vrucht is roodbruin van kleur. De zaden worden verspreid door dehiscentie.
De bestuiving zou door insecten moeten worden gedaan, de bloemen zijn voor hen ook makkelijk te vinden, hoewel de bloeitijd niet erg lang is. Studies van de plant op Kerguelen hebben aangetoond dat de plant ook via de wind kan worden bestoven.

## Leefgebied
De soort is endemisch op de Kerguelen, in de zuidelijke Indische Oceaan, thans een district van het overzees territorium Franse Zuidelijke en Antarctische Gebieden. Lyallia kerguelensis groeit op diverse eilanden en is een zeldzame plant, hoewel het veel voorkomt op de Kerguelen.
De soort groeit in kleine populaties op rotsachtige terreinen, zoals morenes, en open velden, vanaf de kust tot ongeveer 300 meter boven de zeespiegel. De plant bereikt een gemiddelde leeftijd van 16 jaar, relatief gezien een hoge leeftijd.
Door de bolle, laaggroeiende vorm is de soort goed bestendig tegen strenge weersomstandigheden.

## Taxonomie
Het monotypische geslacht Lyallia wordt volgens het APG III-systeem uit 2009 in de familie Montiaceae geplaatst. Hooker plaatste het in de posteleinfamilie (Portulacaceae), en het is ook wel in de familie Hectorellaceae geplaatst. Omdat voor planten overleven in de poolgebieden moeilijk is, is de soort geïsoleerd en zou het daarom ook een monotypisch geslacht zijn.
Een vergelijkbare soort is Hectorella caespitosa, die wordt gevonden in de alpiene zones op het Zuidereiland van Nieuw-Zeeland. Lyallia kerguelensis onderscheidt zich ervan doordat de bloemen van Hectorella caespitosa zowel mannelijk als vrouwelijk als hermafrodiet kunnen zijn en doordat deze soort vijf meeldraden heeft per bloem. Door een fylogenetische analyse blijkt dat de twee soorten nauw verwant zijn en waarschijnlijk een gemeenschappelijke voorouder hebben in het late Cenozoïcum, na de uiteendrijving van Gondwana.

## Trivia
- Op de postzegel van 2,30 Franse frank uit 1993[9] én die van €1 uit 2012[10] van de Franse Zuidelijke en Antarctische Gebieden, is een afbeelding van Lyallia kerguelensis te zien.